# آل عقیل (یمن)
 آل عقیل  (در عربی:  آل عَقیل )
نام روستایی است در دهستان عَمّار از توابع استان اِب در کشور یمن در شبه جزیره عربستان.

## جمعیت
جمعیت آن (۱۰۷ ) نفر (۹ خانوار) می‌باشد.